# Як-54
Як-54 — учебно-тренировочный двухместный самолёт ОКБ им. Яковлева, на базе пилотажного Як-55М.  
Предназначен для подготовки лётчиков-спортсменов, обучения высшему пилотажу и участия в соревнованиях по самолётному спорту.
Разработка началась в 1993 году. 
Як-54 поставляется на экспорт в Австралию, Великобританию, Словакию, США.

## История и разработка
Як-54 разработан в ОКБ Яковлева в 1993 году для замены Як-52. В конце 1970-х годов в моду вошла энергичная воздушная акробатика — скоростные угловые вращения и наш Як-50 значительно уступал по техническим свойствам зарубежным спортивным самолётам. Реальность требовала модернизации имеющихся самолётов или создания новых. Основная проблема наших самолётов упирается в двигатель. Зарубежные самолёты были укомплектованы лёгкими, мощными и компактными двигателями. Наш двигатель М-14П, мощностью 360 л. с., с большим миделем был слишком тяжёлым для учебно-тренировочных и спортивных самолётов. С таким двигателем и был построен Як-54.

Самолёт Як-54 был спроектирован на базе одноместного спортивно-акробатического самолёта Як-55М. Главному конструктору Д.К. Драчу удалось существенно снизить вес машины путем новой компоновки кабины, применением шасси с пустотелыми рессорами, уменьшением веса бортового оборудования.

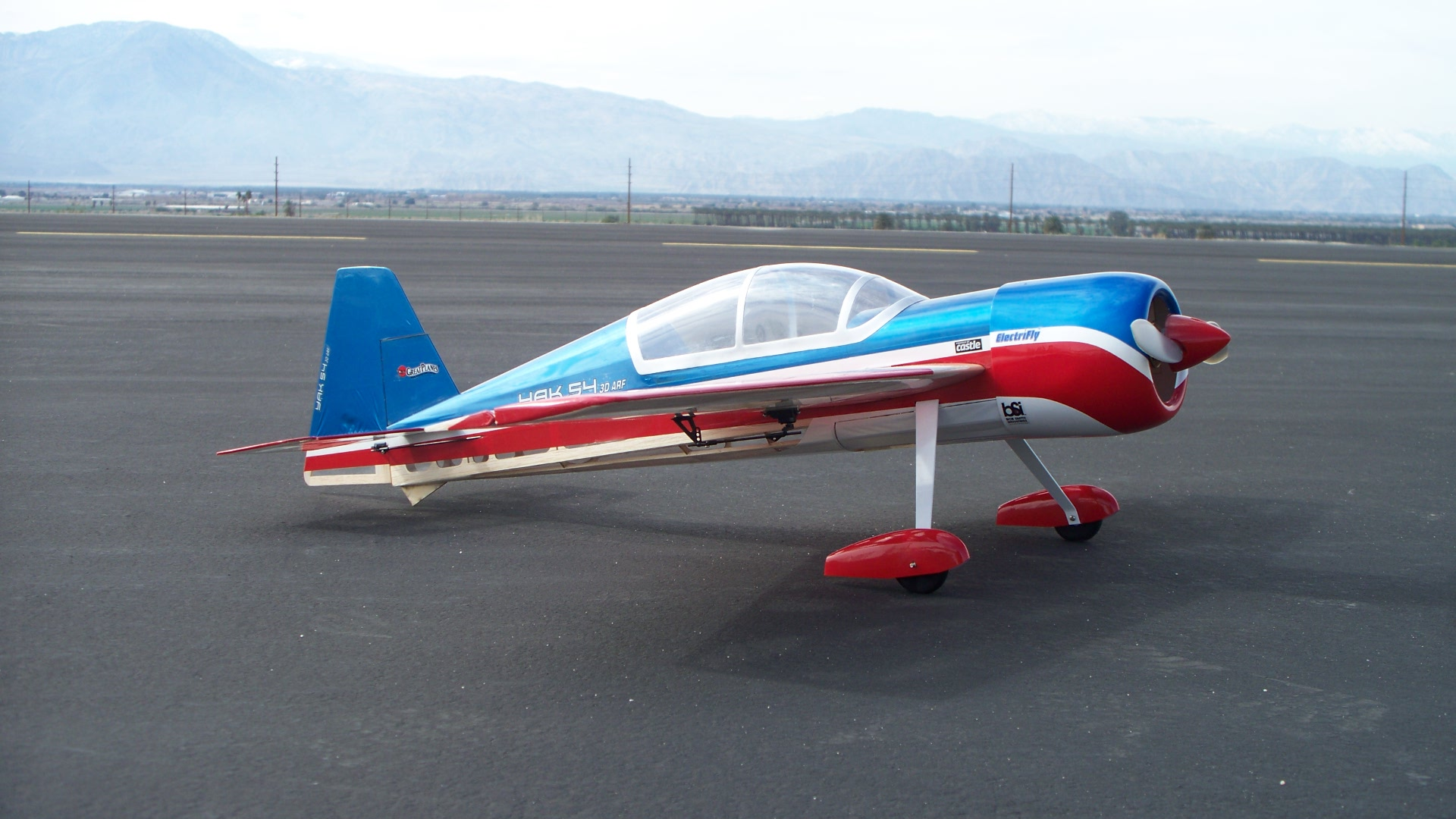
Радиоуправляемая модель Як-54

## Конструктивные особенности
Як-54 — моноплан со среднерасположенным крылом и трёхопорным неубирающимся шасси с хвостовым колесом. Самолёт предназначен для подготовки лётчиков-спортсменов, обучения высшему пилотажу и участия в соревнованиях по самолётному спорту.
Самолёт оборудован двухместной кабиной с тандемным расположением кресел. В первой кабине рабочее место лётчика-инструктора, во второй курсанта. При выполнении полёта одним лётчиком, управление самолётом осуществляется только из второй кабины.
На Як-54 впервые установили систему управления элеронами, позволяющую регулировать скорость самолёта путем изменения углов установки элеронов. Устройство обеспечивало состояние «зависания» самолёта в воздухе, в результате выполнение пилотажных фигур проходило без потери высоты. Также можно было уменьшить скорость при посадке, сократив пробег. В обшивке фюзеляжа снизу предусмотрен остекленный люк для визуальной ориентировки пилотов над местностью.
Фюзеляж - цельнометаллический полумонокок.
Шасси - рессорное, неубирающееся, с третьей опорой в хвосте.
Два кресла с комплектами спасательных парашютов
Силовая установка - четырёхтактный, поршневой с воздушным охлаждением двигатель М-14П, мощностью 360 л. с. Воздушный винт трёхлопастный, тянущий, изменяемого шага. Диаметр винта 2,5 м.

## Модификации самолёта
| Название модели | Краткие характеристики, отличия. |
| --------------- | --- |
| Як-54           | Базовый. Первый полёт 23 декабря 1993 года.                                                                                                |
| Як-54М          | Модернизированный. На самолёте была установлена система катапультирования СКС-94, которая обеспечивает покидание самолёта членами экипажа. |

## Тактико-технические характеристики Як-54

### Технические характеристики
- Экипаж: 1-2 человек(а)
- Длина: 6,92 м
- Размах крыла: 8,16 м
- Площадь крыла: 12,89 м²
- Масса
  - Пустого: 754 кг
  - Нормальная взлётная: 990 кг
  - Максимальная взлётная: 1087 кг
  - Топлива: 90 (пилотажный) +90 (перегоночный)
- Двигатели: 1 ПД М-14Х
- Мощность: 1×360 л. с.

### Лётные характеристики
- Максимальная скорость по прибору: 415 км/ч
- Скорость пилотирования: 360 км/ч
- Посадочная скорость: 135 км/ч
- Скорость сваливания: 110 км/ч
- Максимальная скорость вращения вокруг продольной оси: 6 рад/с
- Максимальная скороподъёмность: 15 м/с
- Практическая дальность полёта: 700 км
- Практический потолок: 4000 м
- Длина разбега: 170 м
- Длина пробега: 460 м
- Назначенный ресурс: 3000 часов
- Макс. допустимая положительная перегрузка: 9 G
- Макс. допустимая отрицательная перегрузка: 7 G